# Magadha yadongensis
Magadha yadongensis är en insektsart som beskrevs av Wang 1988. Magadha yadongensis ingår i släktet Magadha och familjen vedstritar. Inga underarter finns listade i Catalogue of Life.